# Frauen & Geschichte Baden-Württemberg
Frauen & Geschichte Baden-Württemberg e.V. ist ein landesweit agierender gemeinnütziger Verein mit dem Ziel, die Partizipation von Frauen in der Geschichtswissenschaft und -vermittlung in Baden-Württemberg zu stärken.  Er setzt sich für die Gleichstellung von Mann und Frau ein.

## Verein
Der Verein wurde im September 1994 gegründet und hat etwa 120 Mitgliedsfrauen. Sie arbeiten als Historikerinnen, Pädagoginnen, Kulturwissenschaftlerinnen in Universitäten, Schulen, Archiven und Museen oder aber auch als freischaffende Wissenschaftlerinnen. Der Verein arbeitet interdisziplinär, interinstitutionell, überkonfessionell und ist nicht parteigebunden. Er ist Mitglied im Landesfrauenrat Baden-Württemberg. Die Geschäftsstelle des Vereins befindet sich in Tübingen.
Ziele des Vereins sind, die Interessen der historisch arbeitenden Frauen aufzugreifen und zu koordinieren, den Anteil der Frauen in der Geschichtswissenschaft auszuweiten und die historische Frauen- und Geschlechterforschung im Land Baden-Württemberg zu verankern. Seit 2008 ist der Verein mit dem Stuttgarter Frauenmuseum e. V.  verschmolzen.
Der Verein veranstaltet regelmäßig Tagungen, betreibt Öffentlichkeitsarbeit und baut eine Datenbank historisch arbeitender Frauen in Baden-Württemberg auf. Er organisiert Arbeitskreise und verfasst Publikationen zur Frauen- und Geschlechtergeschichte.
2019 organisierte der Verein federführend die Festveranstaltung im baden-württembergischen Verein zu 100 Jahre Frauenwahlrecht.
Vorsitzende des Vereins ist die Historikerin Sylvia Schraut, zweite Vorsitzende die Karlsruher Literaturwissenschaftlerin und Leiterin des Karlsruher Kulturamtes Susanne Asche.

## Tagungen
- 2021 Partizipationsräume von Frauen in Geschichte und Gegenwart[7]
- 2019 100 Jahre Frauenwahlrecht: Aufbrüche und Erfahrungen aus badische Sicht
- 2019 „Herrengedeck und Frauengedöns“ – 100 Jahre Frauenwahlrecht[4]
- 2018 Verzicht auf Traditionsstiftung und Erinnerungsarbeit? Narrative der europäischen Frauenbewegung im 19. und 20. Jahrhundert[8]
- 2017 Facetten des Populismus: Demokratiefeindlichkeit, Antifeminismus und Geschlechterrollen[9]
- 2017 Antisemitismus – Antifeminismus. Ausgrenzungsstrategien im 19. und 20. Jahrhundert[10]
- 2014 „Die Waffen nieder?“ Frauen und Frieden: Zuschreibungen, Kämpfe, Verhinderungen[11]
- 2010 zwischenWelten. Frauen in Migrationsprozessen (18. – 21. Jahrhundert)[12]
- 2007 Frauen und Geld. Wider die ökonomische Unsichtbarkeit von Frauen[13]
- 2005 Wie Frauen „stiften“ gehen[14]
- 2004 Eroberung der Geschichte – Frauen und Tradition
- 2003 Wie weiblich ist das Verbrechen?
- 2002 Gedächtnis und Erinnerung in unserer Gesellschaft – Museen als Erinnerungsorte
- 2001 „... wie hältst du's mit der Religion?“ Religion und Lebenswirklichkeit von Frauen in Geschichte und Gegenwart
- 2000 Klio macht Schule. Frauen- und Geschlechtergeschichte: Vermittlungsstrategien in Schule und Erwachsenenbildung
- 1999 50 Jahre Grundgesetz. Menschen- und Bürgerrechte als Frauenrechte
- 1997 Revolutionen und weibliche Emanzipationsstrategien 1789–1848
- 1997 Frauen, Macht, Politik
- 1995 Frauen und Nation
- 1994 Geschlecht. Macht. Arbeit. Kategorien in der historischen Frauenforschung
- 1993 Standpunkte. Ergebnisse und Perspektiven der Frauengeschichtsforschung in Baden-Württemberg[7]

## Veröffentlichungen
- Liselotte Homering, Sybille Oßwald-Bargende,  Mascha Riepl-Schmidt, Ute Scherb und Frauen & Geschichte Baden-Württemberg (Hrsg.): Antisemitismus - Antifeminismus - Ausgrenzungsstrategien im 19. und 20. Jahrhundert. Helmer Verlag, Roßdorf 2019, ISBN 978-3-89741-438-9.
- Franziska Dunkel und Corinna Schneider (Hrsg.): Frauen und Frieden? Zuschreibungen – Kämpfe – Verhinderungen, hg. von Frauen & Geschichte Baden-Württemberg e.V., Leverkusen-Opladen 2015, ISBN 978-3-8474-0652-5.
- Edeltraud Aubele und Gabriele Pieri (Hrsg.): Femina Migrans. Frauen in Migrationsprozesssen (18. – 20. Jahrhundert), hg. von Frauen & Geschichte Baden-Württemberg e.V., Sulzbach/Taunus 2011, ISBN 978-3-89741-314-6.
- Johanna R.Regnath und Christine Rudolf (Hrsg.): Frauen und Geld. Wider die ökonomische Unsichtbarkeit von Frauen, hg. von Frauen & Geschichte Baden-Württemberg e.V., Königstein/Taunus 2008, ISBN 978-3-89741-272-9.
- R. Johanna Regnath, Mascha Riepl-Schmidt und Ute Scherb: Eroberung der Geschichte: Frauen und Tradition, hg. von Frauen & Geschichte Baden-Württemberg e.V., Hamburg 2007, ISBN 3-8258-8953-X.
- Sybille Oßwald-Bargende: 50 Jahre Grundgesetz: Menschen- und Bürgerrechte als Frauenrechte, hg. von Frauen & Geschichte Baden-Württemberg e.V., Königstein/Taunus 2000, ISBN 978-3-89741-057-2.
- Frauen und Revolution: Strategien weiblicher Emanzipation 1789 bis 1848, hg. von Frauen & Geschichte Baden-Württemberg e.V., Tübingen 1998, ISBN 978-3-87407-270-0.
- Frauen und Nation, hg. von Frauen & Geschichte Baden-Württemberg, Tübingen 1996, ISBN 978-3-87407-236-6.
- Susanne Asche (Hrsg.): Geschlecht, Macht, Arbeit: Kategorien in der historischen Geschlechterforschung, hg. von Frauen & Geschichte Baden-Württemberg, Tübingen 1995, ISBN 978-3-87407-214-4.